# Andrea Schiavone

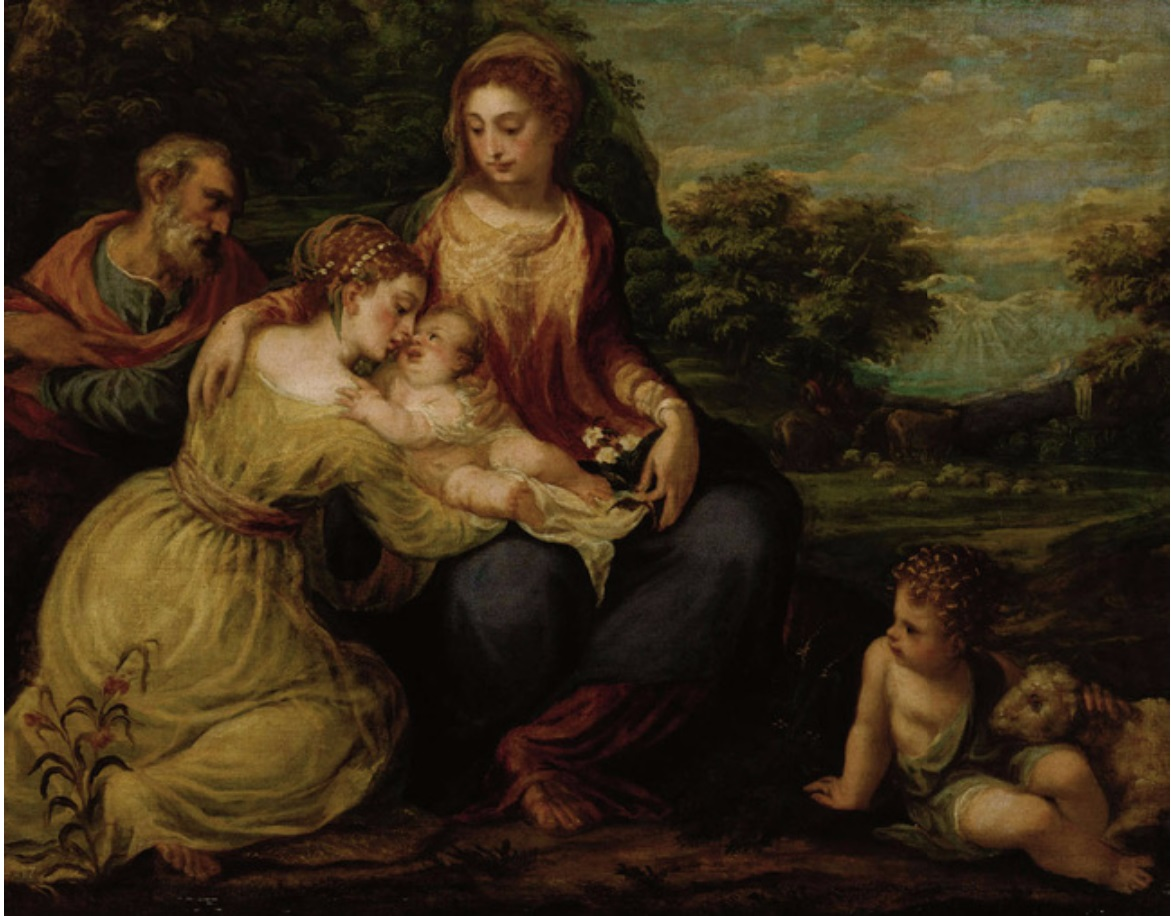
Den heliga familjen, 1552

Andrea Schiavone, egentligen Andrea Meldolla (kroatiska: Andrija Medulić), född omkring 1520 i Sebenico (idag Šibenik) i Dalmatien, död 1582 i Venedig, var en italiensk målare och etsare av den venetianska skolan.
Schiavone utbildade sig under inflytande av Tizian, i vars ateljé han en tid var verksam som biträde, samt genom studium av Parmigianinos verk. Han sysslade i början även med skrin- och möbelmålning, något som var vanligt för den tidens målare för att tjäna pengar. Schiavone målade bibliska stycken, där det mytologiska elementet och landskapet spelade en betydande roll i hans konstnärskap. Av hans bibliska bilder märks Kristi dop (Venedigs akademi), Herdarnas tillbedjan (Uffizierna i Florens) och Abels död (Palazzo Pitti i Florens). Av landskapsmålningar som är honom tillskrivna finns två i Berlin. Dessa utgör ett par av de tidigaste självständiga landskapen inte bara i den venetianska skolan, utan över huvud taget inom Italiens konst. Dessutom målade Schiavone porträtt, av vilka flera finns i Palazzo Pitti. Han efterlämnade även kopparstick, betecknade med hans namn eller monogram.

## Schiavone blir Tintoretto
En målning som tidigare tillskrivits Andrea Schiavone, blev vid en katalogisering 2013 på Victoria och Albert-museet i London istället identifierad som ett verk av Tintoretto. Det gällde verket "Sankta Helenas ombordstigning" som funnits i museets ägo sedan 1865.

### Webbkällor
Den här artikeln är helt eller delvis baserad på material från Nordisk familjebok, Meldolla, Andrea, 1904–1926.